# 992 до н. е.

## Події
- Цариця Шеби навідалась до Царя Соломона.
- Кан-ван (китайський цар Чжоу) — кінець правління.